# Leioproctus aurescens
Leioproctus aurescens är en biart som först beskrevs av Cockerell 1921.  Leioproctus aurescens ingår i släktet Leioproctus och familjen korttungebin. Inga underarter finns listade i Catalogue of Life.